# Марта Скотт
Марта Скотт (англ. Martha Scott; 22 вересня 1912 — 28 травня 2003) — американська акторка.

## Біографія
Народилася 22 вересня 1912 року в Джеймспорті, штат Міссурі, в родині інженера Волтера Скотта і Лети Маккінлі, родички президента США Вільяма Маккінлі. 
Акторською кар'єрою зацікавилася, навчаючись у середній школі. Перший її виступ на публіці був в Чикаго під час проведення Всесвітньої виставки, присвяченої столітньому прогресу в 1933—1934 роках. Незабаром після цього Скотт переїхала в Нью-Йорк, де почала кар'єру на Бродвеї. Її знаменитою роллю стала Емілі в постановці «Наше містечко», в екранізації якої в 1940 році акторка дебютувала в кіно. Ця роль принесла номінацію на премію «Оскар» як найкращої акторки. У наступні роки вона знялася в таких фільмах, як «Ховард з Вірджинії» (1940), «Один крок в раю» (1941), «Години розпачу» (1955), а також в «Десяти заповідях» (1956) і «Бен-Гурі» (1959), в яких зіграла матір персонажів Чарлтона Гестона.
Марта Скотт також багато знімалася на телебаченні. У неї були ролі в серіалах «Головний госпіталь», «Човен кохання», «Даллас», «Приватний детектив Магнум», «Вона написала вбивство» і багатьох інших. Вона виконала роль матері Боба Ньюхарта в його власному шоу. Однією з останніх відомих її ролей стала сестра Беатріс у фільмі-катастрофі «Аеропорт 1975» (1974). За внесок в кіноіндустрію Марта Скотт удостоєна зірки на Голлівудській алеї слави.
З 1940 по 1946 роки Марта Скотт була одружена з продюсером і режисером Карлтоном Алсопом. Розлучившись, одружилася з композитором та джазовим музикантом Мела Пауелла, народила двох дітей. Чоловік помер у 1998 році.
Марта Скотт померла 28 травня 2003 року в передмісті Лос-Анджелеса у віці 90 років. Похована поряд із чоловіком.

## Вибрана фільмографія
- 1940 — Наше містечко / Our Town
- 1955 — Години розпачу / The Desperate Hours
- 1956 — Десять заповідей / The Ten Commandments
- 1959 — Бен-Гур
- 1973 — Павутиння Шарлотти
- 1978 — Даллас